# Passo della Colma
Il passo della Colma, o Colma di Civiasco, è un valico a 942 m s.l.m., che mette in comunicazione il Cusio con la Valsesia. Il valico è transitabile sia con autoveicoli, sia a piedi, da entrambe le direzioni.

## Percorso
Partendo dal comune di Cesara (versante cusiano), si segue la deviazione verso Arola/Varallo, dove la strada prende il nome di SP50 (fino al Passo): prima della sommità, si incontrano solo le località di Pianezza (frazione di Arola), e Arola capoluogo. 
Partendo dalla Cappella Madonna di Loreto di Varallo (versante valsesiano), si segue la direzione verso Omegna, dove la strada prende nome di SP78 (fino al Passo): prima della sommità, incontriamo solo l'abitato di Civiasco.